# Aja
Barbara Holder (Westbrook, Maine; 14 de julio de 1963-México, 18 de septiembre de 2006), más conocida como Aja o Lucia Luciano, fue una actriz pornográfica y bailarina exótica estadounidense.
También trabajó como directora de cine porno y como entrenadora de acondicionamiento físico (fitness).

## Biografía
Como hija de militares, durante su infancia y adolescencia, Aja se mudó de domicilio en varias ocasiones, pasando temporadas en Portland, Maine y Alemania, hasta que se asentaron en Fort Lauderdale (Florida).
Fue introducida en el mundo del striptease por una amiga. Después conoció a la que sería su mentora, Sharon Mitchell, y eligió su nombre profesional a partir de un álbum de Steely Dan de título Aja (pronunciado de forma similar a "asha").
Estaba casada con John Derringer. La pareja se mudó a California, donde Aja comenzó a actuar en películas porno. Su debut como actriz fue en la película Wild in the Woods (1988). Su entonces marido era el actor con el que compartía todas sus escenas de sexo anal.
Durante su matrimonio con Derringer, Aja tuvo dos hijos. Posteriormente se divorciaron y Aja no ha vuelto a actuar en escenas de sexo anal desde entonces. En 1992 se tomó un descanso del cine porno y volvió temporalmente al striptease; su vuelta al cine la hizo en dos papeles distintos, delante y detrás de la cámara. En 1997 empezó su propia productora pornográfica, llamada Golden Orchid Productions. En 2000, Aja y Golden Orchid adquirieron otra compañía denominada Pleasure Dome Productions de la que fue dueña y productora. En 2005 declaró que se retiraba del negocio, y se mudó a México, donde falleció un año después.

## Premios
- 1989 - Premio AVN a la mejor actriz revelación.
- 1989 - Estrella del año de XRCO.